# Чайка-3
«Чайка-3» — советский шкальный полуформатный фотоаппарат. Третья модель из одноимённого семейства.
Выпускался в 1971—1973 годах Минским механическим заводом имени С. И. Вавилова (Белорусское оптико-механическое объединение).
В отличие от первой и второй модели имеет несопряжённый селеновый экспонометр. Также изменён внешний вид фотоаппарата.
«Чаек» третьей модели выпущено 600.000 экз.

## Технические характеристики
- Тип — шкальный полуформатный фотоаппарат[2].
- Тип применяемого фотоматериала — плёнка типа 135 в стандартных кассетах.
- Размер кадра — 18×24 мм.
- Корпус — металлический, с откидной задней стенкой.
- Взвод затвора и перемотка плёнки — головкой на нижней панели, с 1972 года выпускалась модификация с курковым взводом затвора на нижней панели. Несъёмная приёмная катушка.
- Спусковая кнопка на передней панели камеры, резьба под спусковой тросик отсутствует.
- Объектив — «Индустар-69» 2,8/28[3], съёмный, крепление резьбовое М39×1, однако рабочий отрезок 27,5 мм, а не 28,8 мм. Диаметр резьбы под светофильтр — М22,5×0,5 мм.

Причина появления съёмного объектива на полуформатном фотоаппарате неизвестна, сменная оптика не выпускалась, планировалось ли производство — неизвестно. Объективы от дальномерных камер «ФЭД» и «Зоркий» к «Чайкам» (и наоборот) не подходят (кольцо толкателя рычага дальномера на объективе упирается в диск, за которым размещаются детали центрального затвора).
- Фотографический затвор — центральный залинзовый, пятилепестковый, значения выдержек от 1/30 до 1/250 с и ручная[1].
- Синхроконтакт «X», на «Чайке-3» появилась обойма для крепления фотовспышки.
- Наводка на резкость по шкале расстояний[2].
- Видоискатель оптический телескопический с увеличением 0,5×, подсвеченные кадроограничительные рамки с коррекцией параллакса[1].
- Обратная перемотка плёнки головкой на нижней панели, разблокировка транспортирующего зубчатого валика происходит отдельной кнопкой. Счётчик кадров самосбрасывающийся.
- Фотоаппарат «Чайка-3» имел встроенный несопряжённый экспонометр. Определение экспозиции производится с помощью двухстрелочного индикатора, причём в крайних положениях стрелок (све́та много или све́та мало) при попытке совместить обе стрелки происходит изменение значения установленной светочувствительности фотоплёнки; экспонометр «подсказывает», фотоплёнку какой светочувствительности (большей или меньшей) желательно применить. Головка установки выдержек совмещена с соответствующим диском калькулятора экспонометра, фотографу только остаётся установить значение диафрагмы на объективе.
- Резьба штативного гнезда 1/4 дюйма, выпускались фотоаппараты и без штативного гнезда.

На верхней фотографии «Чайка-3» с бескурковым взводом затвора имеет скобу для крепления темляка, а «Чайка-3» с курковым взводом затвора имеет штативное гнездо.

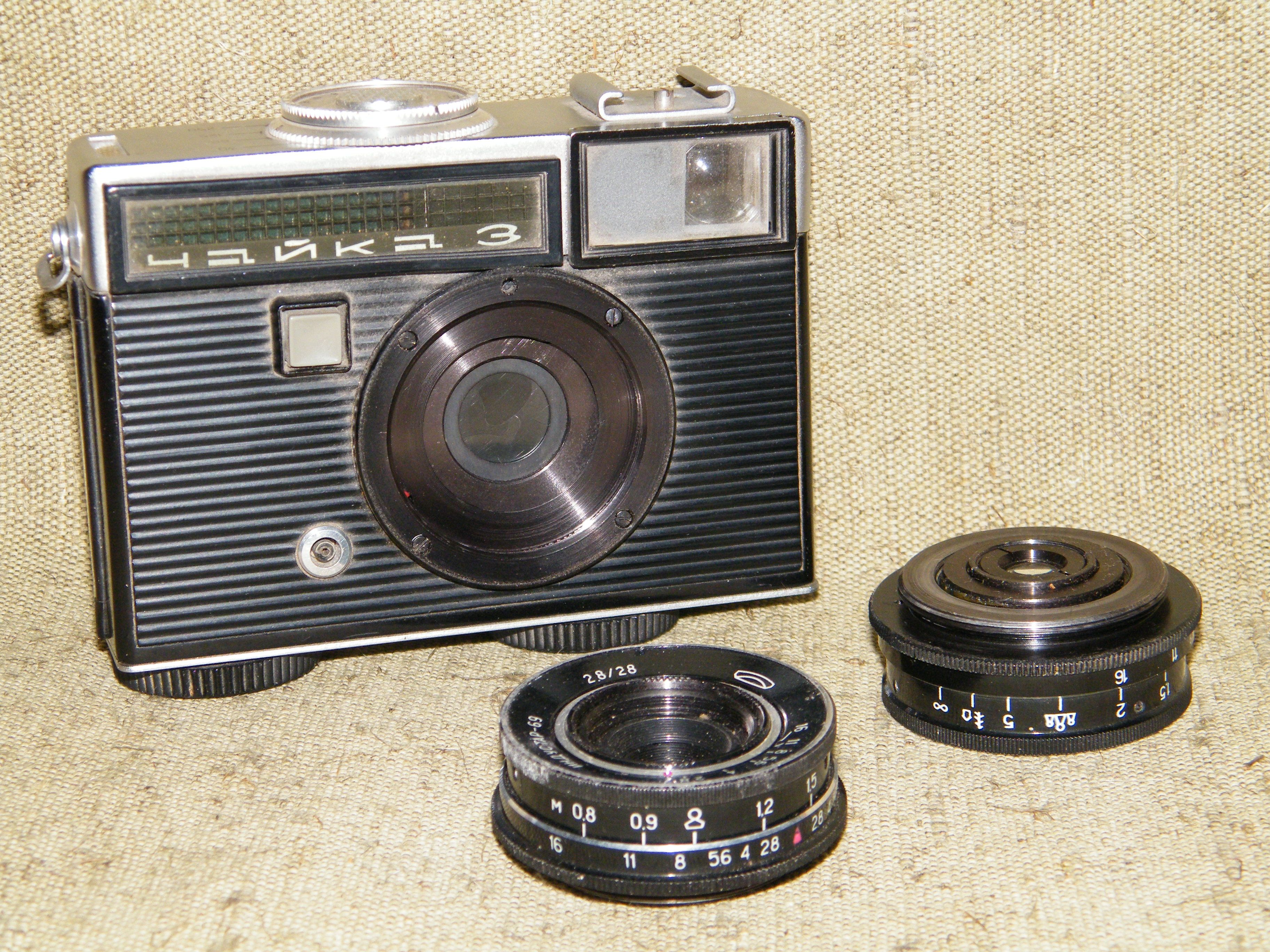
«Чайка-3» со снятым объективом
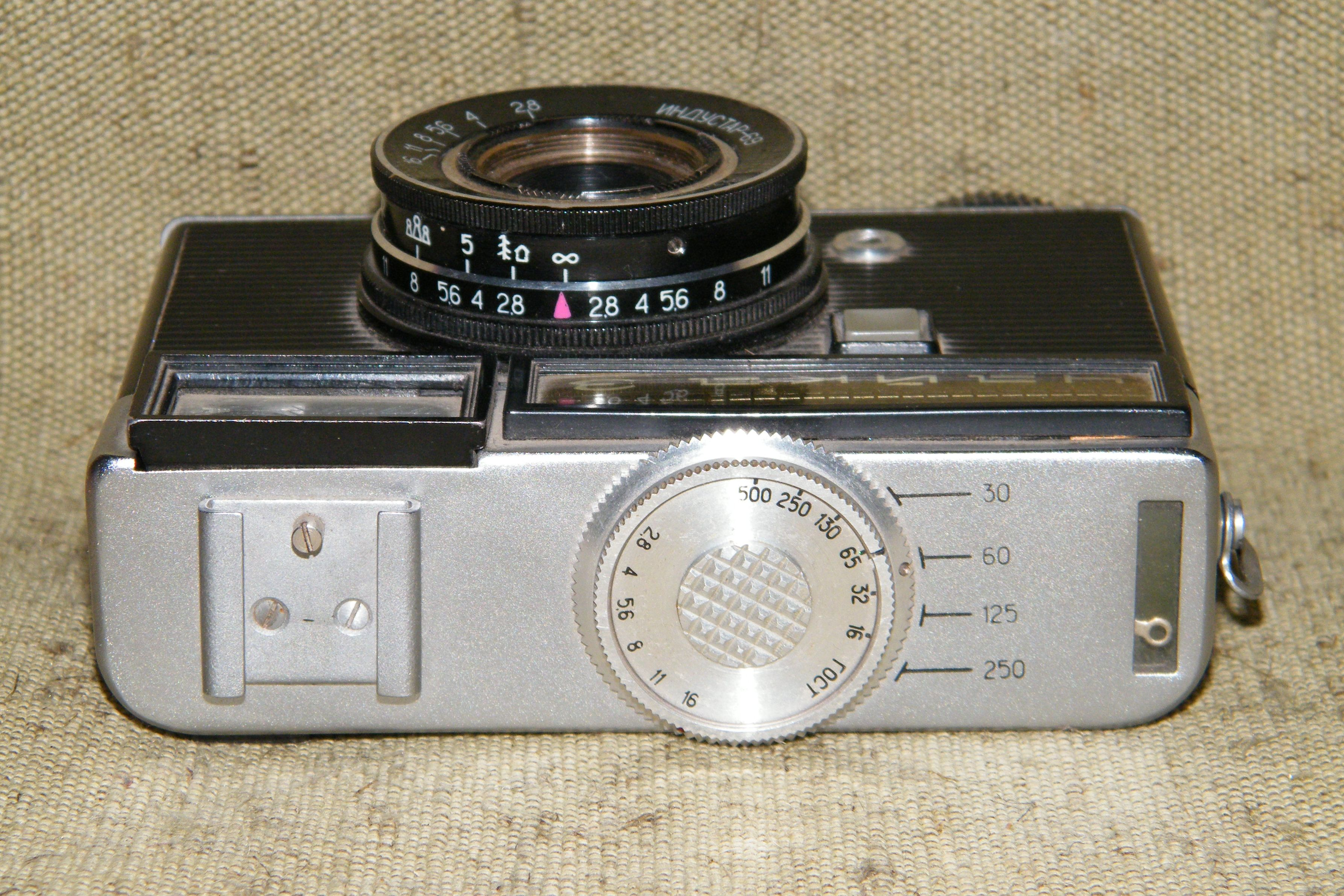
Верхняя панель
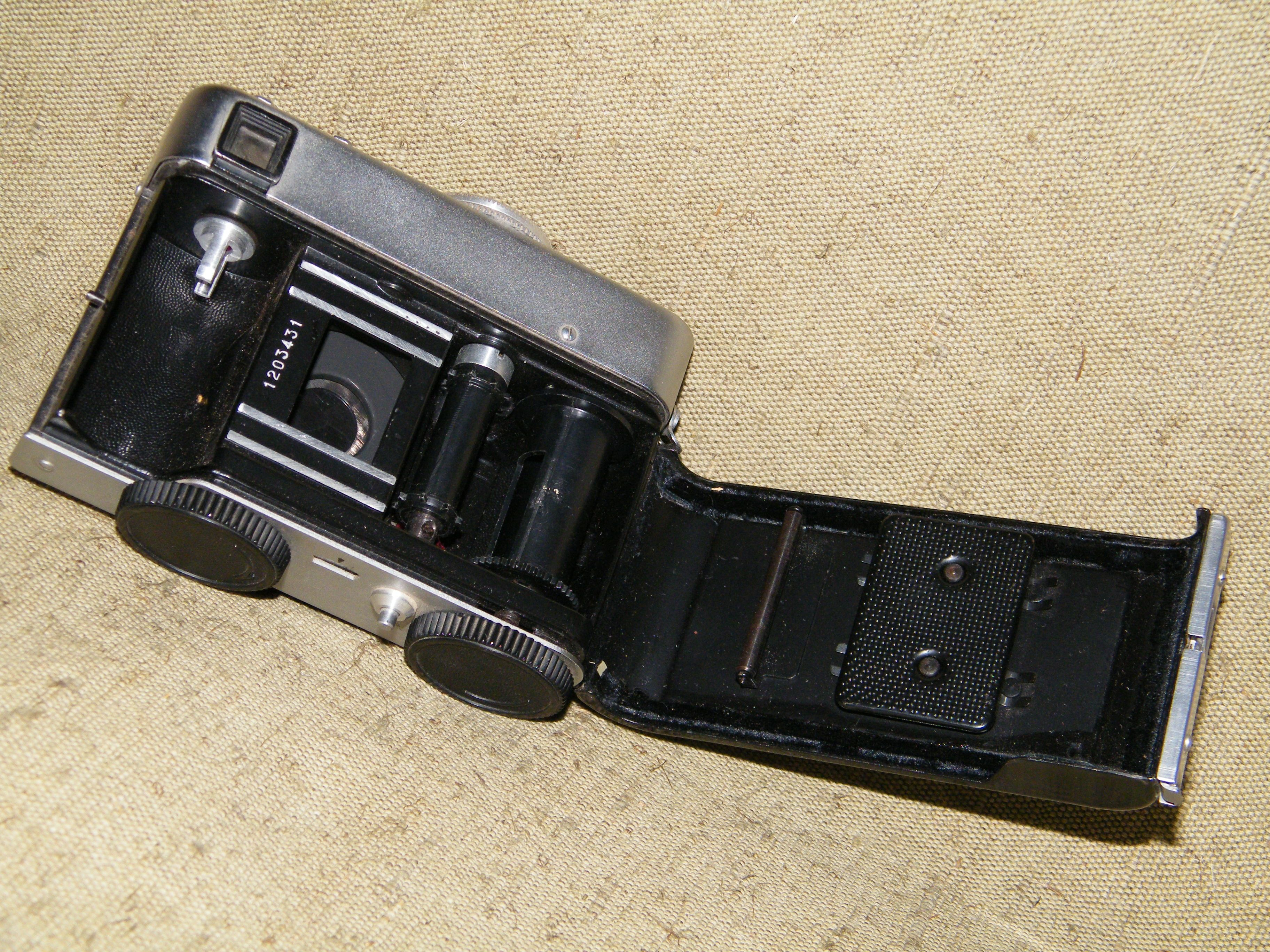
Задняя стенка открыта
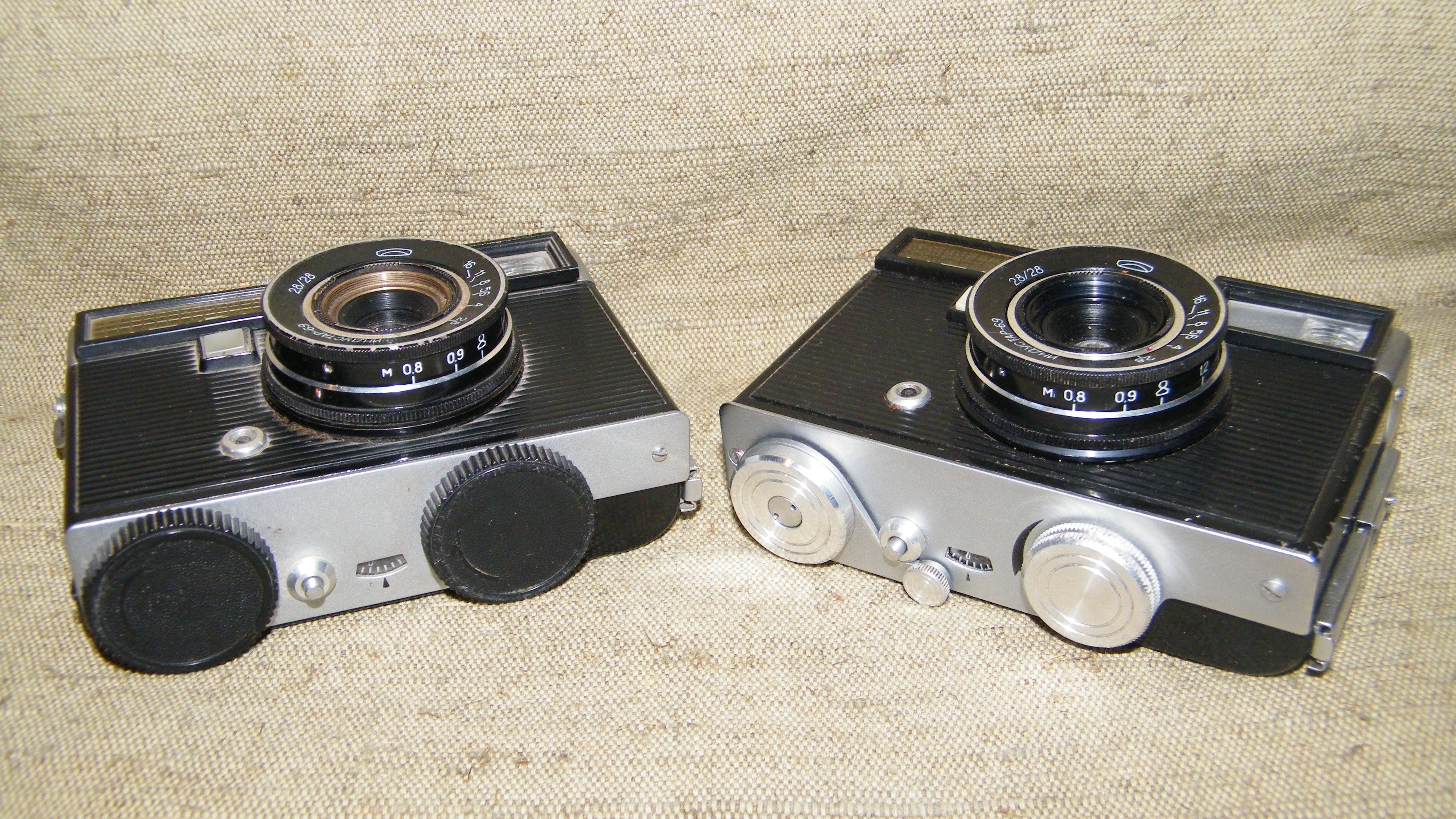
Слева «Чайка-3» с бескурковым взводом затвора, справа — курковая модификация